# Empoasca peculiaris
Empoasca peculiaris är en insektsart som först beskrevs av K. Ramakrishnan och Menon 1972.  Empoasca peculiaris ingår i släktet Empoasca och familjen dvärgstritar. Inga underarter finns listade i Catalogue of Life.